# Draaiorgel de Dubbele Biphone

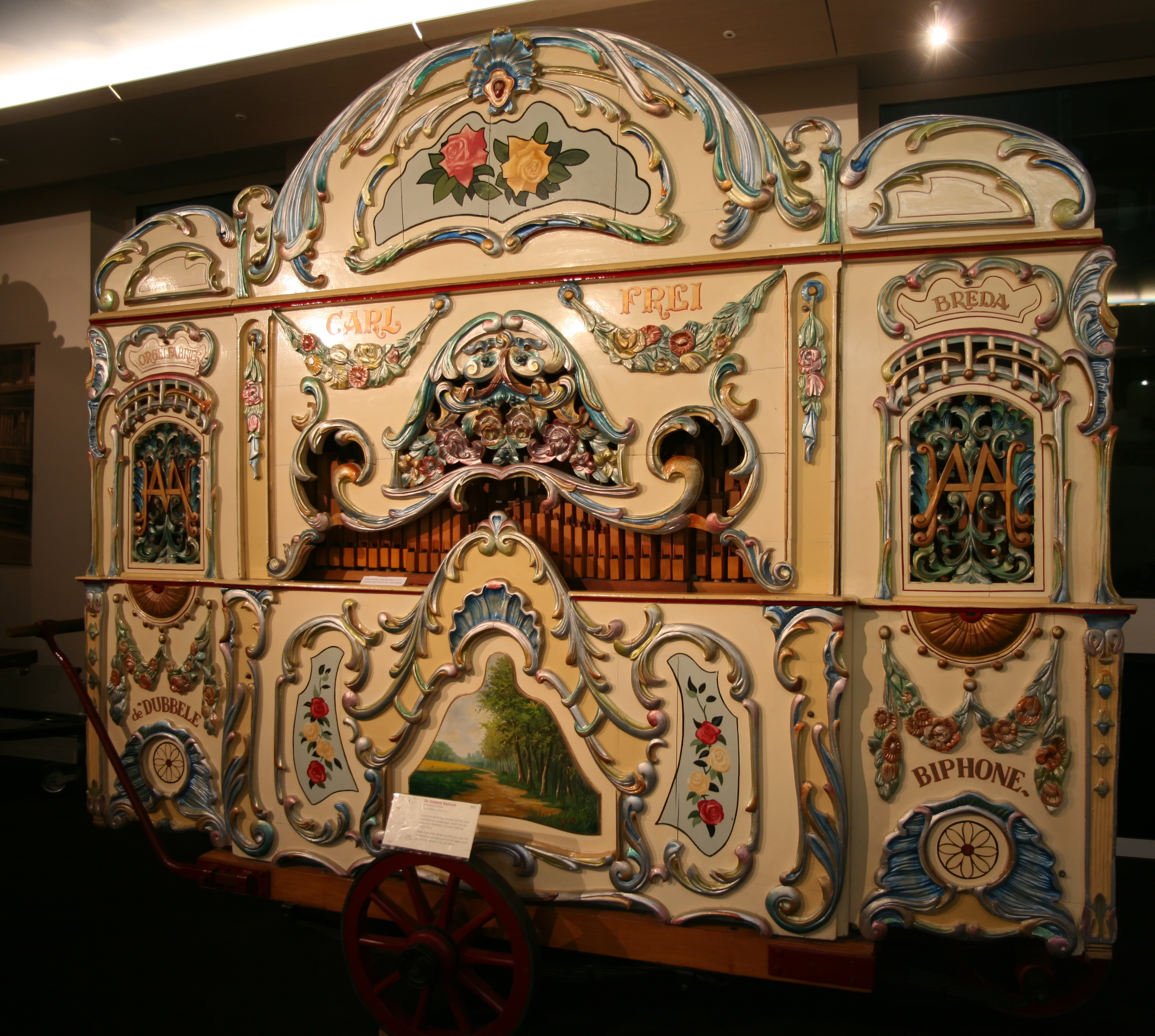
Draaiorgel de Dubbele Biphone in een van de zalen van Museum Speelklok

Draaiorgel de Dubbele Biphone is een Nederlands straatorgel. Het orgel telt tegenwoordig 85 toetsen.

## Levensloop
Het van oorsprong 72-toets tellende Koeningsbergorgel werd in 1921 gebouwd voor een danszaal in Vlaardingen. Carl Frei verbouwd het orgel eind jaren 20 tot straatorgel. De eerste eigenaar was de Amsterdamse draaiorgelexploitant Henk Möhlmann. Dit was het grootste soort orgel dat door Carl Frei werd gebouwd.
Vlak nadat het orgel klaar was, ging het naar Engeland om daar voor de Columbiaplaat te spelen.
Daarna huurde Dolf Lurks het orgel en speelde ermee in de Jordaan. Nadat een Haagse het orgel heeft gehuurd, kwam het bij een Delftse huurder die het als kippenhok gebruikte.
Möhlmann kreeg daarna het zwaar beschadigde orgel terug. Jarenlang heeft het orgel in een loods gestaan, totdat de firma Pluer uit Bussum het restaureerde. Na de restauratie heeft het orgel nog een tijd in Zaltbommel gespeeld.

## In beslag genomen orgelboek
Eind 1940 werd door de Leidse politie een orgelboek in beslag was genomen. De muziek op dat boek was namelijk het Wilhelmus en de Lippe Detmold mars, het lijflied van Prins Bernhard. De Duitse bezetters vonden het niet wenselijk dat deze muziek nog werd gespeeld, en had dit verboden.
Het boek bleef al die jaren in het Leids politiemuseum liggen, tot een bestuurslid van het Orgelmuseum Haarlem het ontdekte en de stichting het in bruikleen kon verwerven.
Eind maart 2012 werd het orgelboek voor het eerst na 72 jaar weer op het orgel gespeeld.

## Naam van het orgel
Het orgel dankt zijn naam aan het feit dat het een van de eerste straatorgels is met zowel op zang als op tegenzang het register Biphone.

## Museum Speelklok
Tegenwoordig is het orgel eigendom van het Museum Speelklok te Utrecht.

## Bron
- Glorieuze orgeldagen, F. Wieffering, 1965, blz. 185-186.